# 1913 no jornalismo
Nesta página encontrará referências aos acontecimentos directamente relacionados com o jornalismo ocorridos durante o ano de 1913.

## Eventos
- novembro — Término da publicação em Saint-Jean-de-Luz (França) do jornal português "Crónica do exílio", tendo sido editado desde 1912.[1]
- Término da publicação do jornal "Eco fotográfico" em Lisboa, que foi publicado desde 1906.[2]

## Nascimentos
| Data          | Nome                       | Profissão                          | Nacionalidade     | Observações | Ref |
| ------------- | -------------------------- | ---------------------------------- | ----------------- | ----------- | --- |
| 12 de janeiro | Rubem Braga                | jornalista e escritor              | Brasil            | m. 1990     |     |
| 22 de maio    | Mário de Sousa Martins     | jornalista e político              | Brasil            | m. 1994     |     |
| 19 de outubro | Vinicius de Moraes         | compositor, diplomata e escritor   | Brasil            | m. 1980     |     |
| 3 de novembro | Aníbal Bettencourt Barbosa | professor, publicista e jornalista | Portugal          | m. 1980     |     |
| ??            | Geraldo Banas              | jornalista de economia             | Alemanha / Brasil | m. 1999     |     |

## Mortes
| Data         | Nome                                      | Profissão               | Nacionalidade                              | Observações | Ref |
| ------------ | ----------------------------------------- | ----------------------- | ------------------------------------------ | ----------- | --- |
| 9 de abril   | Caldas Júnior                             | jornalista e empresário | Brasil                                     | n. 1868     |     |
| 20 de agosto | Augusto de Lemos Álvares Portugal Ribeiro | político e jornalista   | Reino Unido de Portugal, Brasil e Algarves | n. 1853     |     |